# Knobbelslangachtigen
Knobbelslangachtigen (Xenodermidae) zijn een familie van reptielen die behoren tot de slangen (Serpentes). 

## Naam en indeling
De wetenschappelijke naam van de knobbelslangachtigen werd voor het eerst voorgesteld door John Edward Gray in 1849. Er zijn 25 soorten die verdeeld zijn in vijf geslachten. Het geslacht Xylophis werd ook lange tijd tot deze groep gerekend, maar wordt tegenwoordig als geslacht binnen de familie Pareidae gezien
De naam Xenodermidae betekent vrij vertaald 'vreemde huid'; xenos = vreemd en derma = huid. Deze naam komt ook terug in de Nederlandstalige naam knobbelslangachtigen; veel soorten hebben afwijkende schubben. De Javaanse knobbelslang is hiervan het sprekendste voorbeeld; deze slang heeft drie rijen vergrote schubben op de bovenzijde die doen denken aan de huid van een krokodil. 
De familie werd lange tijd beschouwd als een onderfamilie van de toornslangachtigen (Colubridae) onder de naam Xenoderminae. Later werd de groep als een aparte familie erkend en werd de naam Xenodermatidae gebruikt, maar deze naam wordt beschouwd als verouderd. Ze verschillen van andere families van slangen door enkele primitieve kenmerken aan de schedel en structuur van de schubben.

## Uiterlijke kenmerken
De slangen blijven vrij klein en bereiken een lichaamslengte van ongeveer 40 tot 50 centimeter. De kop is altijd duidelijk te onderscheiden van het lichaam door de aanwezigheid van een insnoering. De ogen zijn relatief klein en hebben een ronde pupil.

## Levenswijze
Veel soorten zijn aan vochtige streken of aan water gebonden en leven van vissen en kikkers. De vrouwtjes zetten meestal eieren af maar sommige exemplaren van de Javaanse knobbelslang zijn eierlevendbarend, de jongen komen levend ter wereld.

## Verspreidingsgebied
De slangen komen voor in delen van Azië en leven in de landen Vietnam, China, Japan, Taiwan, Hongkong, Cambodja, Laos, Thailand, Maleisië, India, Indonesië en Myanmar.

## Geslachten
De familie omvat de volgende geslachten, met de auteur, het aantal soorten en het verspreidingsgebied.
| Naam                  | Auteur       | Aantal soorten | Verspreidingsgebied                             |
| --------------------- | ------------ | -------------- | ----------------------------------------------- |
| Achalinus             | Peters, 1869 | 18             | Azië; Vietnam, China, Japan, Taiwan en Hongkong |
| Lipslangen (Fimbrios) | Smith, 1921  | 2              | Azië; Cambodja, Vietnam en Laos                 |
| Parafimbrios          | Smith, 1921  | 2              | Azië; Laos, Vietnam, Thailand en China          |
| Stoliczkia            | Jerdon, 1870 | 2              | Azië; Maleisië, India en Indonesië              |
| Xenodermus            | Smith, 1921  | 1              | Azië; Myanmar, Thailand, Maleisië en Indonesië  |